# Stratos Svarnas
Stratos Svarnas (Στράτος Σβάρνας; Atene, 11 novembre 1997) è un calciatore greco, difensore del Raków Częstochowa.

## Palmares

### Club

#### Competizioni nazionali
- Football League (Grecia): 1

AEK Atene: 2014-2015
- Coppa di Grecia: 1

AEK Atene: 2015-2016
- Campionato polacco: 1

Raków Częstochowa: 2022-2023
- Supercoppa di Polonia: 1

Raków Częstochowa: 2022